# Renato Corti
Renato Corti (Galbiate, Lombardía, Italia, 1 de marzo de 1936-Rho, Milán; 12 de mayo de 2020) fue un cardenal italiano.

## Primeros años
Después de terminar sus estudios primarios y descubrir su vocación religiosa, ingresó en el Seminario Mayor de Milán. El 28 de junio de 1959 fue ordenado sacerdote en la Arquidiócesis de Milán, por el entonces cardenal-arzobispo metropolitano monseñor Giovanni Battista Montini, futuro papa Pablo VI.
Tras su ordenación ha sido desde 1959 a 1977, vicario parroquial en el oratorio de Caronno Pertusella, director espiritual en el Colegio Arquidiocesano de Gorla Minore y el Seminario Episcopal de Saronno, del cual se convirtió en rector durante dos años. En noviembre de 1980, fue elegido vicario general de la arquidiócesis.

## Obispo
El 30 de abril de 1981 ascendió al episcopado, cuando Juan Pablo II le nombró obispo auxiliar de Milán y obispo titular de la Sede de Zallata. Eligió como lema la frase latina "Cor ad cor loquitur".
Recibió la consagración episcopal el 6 de junio de 1981, a manos del entonces cardenal-arzobispo metropolitano Carlo Maria Martini (†) como principal consagrante y como co-consagrantes tuvo a los obispos Libero Tresoldi (†) y Bernardo Citterio (†).
Posteriormente el 19 de diciembre de 1990 fue nombrado como obispo de Novara, en sucesión de Aldo Del Monte que renunció por motivos de edad. Tomó posesión oficial de este cargo el día 3 de marzo de 1991.
Al mismo tiempo, entre 2000 y 2005 fue vicepresidente de la Conferencia Episcopal Italiana. Perteneció al equipo de gobierno de la Región Eclesiástica de Piamonte y demás instituciones religiosas del país y en la Santa Sede fue miembro de la Congregación para las Iglesias Orientales y la Congregación para la Evangelización de los Pueblos.
Como obispo cabe destacar que fue un gran e importante propulsor de la causa de beatificación del italiano Antonio Rosmini.
El 24 de noviembre de 2011 presentó su renuncia al papa Benedicto XVI por razones de edad y fue sustituido por Franco Giulio Brambilla.

## Emérito y cardenal
Como obispo emérito de Novara residió en un colegio de la congregación de los Oblatos de los Santos Ambrosio y Carlos en el municipio italiano de Rho.
En 2015 escribió las meditaciones para las estaciones del viacrucis, que el papa Francisco presidió en el Coliseo Romano la noche del Viernes Santo. Su fama de buen predicador le llevó a diferentes regiones de Italia, para predicar en numerosos retiros de sacerdotes y laicos. Y fue condecorado con el título de Gran Prior de la Orden del Santo Sepulcro de Jerusalén.
El papa Francisco anunció públicamente el 9 de octubre de 2016 su nombramiento como cardenal. Dicho nombramiento tuvo lugar en el consistorio celebrado el 19 de noviembre de 2016, asignándole el título de San Giovanni a Porta Latina. Tomó posesión de dicha sede el 14 de mayo de 2017.
Falleció a los ochenta y cuatro años, el 12 de mayo de 2020, en el Colegio de los Oblatos de los Santos Ambrosio y Carlos en Rho (Milán). El 19 de mayo, su sucesor Franco Giulio Brambilla celebró su solemne funeral en la catedral de Novara, mientras se proclamaba duelo municipal en la ciudad; fue enterrado, por deseo suyo, en la cripta de la catedral.

## Condecoración
| Distinción                                             | Lugar      | Otorgado por            |
| ------------------------------------------------------ | ---------- | ----------------------- |
| Gran Prior de la Orden del Santo Sepulcro de Jerusalén | Santa Sede | Edwin Frederick O'Brien |